# Kabinett Fagerholm I
Das Kabinett Fagerholm I war das 32. Regierungskabinett in der Geschichte Finnlands. Es amtierte vom 29. Juli 1948 bis zum 17. März 1950 (597 Tage).
Nach den Parlamentswahlen vom 1. und 2. Juli 1948, die den bisher mit Mauno Pekkala als Ministerpräsidenten regierenden linken Volksdemokraten die größten Verluste brachte, bildete der Sozialdemokrat Karl-August Fagerholm eine Minderheitsregierung. Neben Mitgliedern der Sozialdemokratischen Partei gehörten keine weiteren Mitglieder anderer Parteien dem Kabinett Fagerholm I an. Außenminister Carl Enckell, der das Amt bereits 1918/19, 1922 und 1924 und unter Pekkala jeweils für kurze Zeit bekleidet hatte, war parteilos.

## Minister
| Amt                                             | Name | Partei                               |
| ----------------------------------------------- | --- | ------------------------------------ |
| Ministerpräsident                               | Karl-August Fagerholm | Sozialdemokratische Partei Finnlands |
| Staatsratsminister                              | 29. Juli 1948 – 18. März 1949: Aleksi Aaltonen | Sozialdemokratische Partei Finnlands |
| Außenminister                                   | Carl Enckell | parteilos                            |
| Stellvertretender Außenminister                 | Uuno Takki | Sozialdemokratische Partei Finnlands |
| Justizminister                                  | Tauno Suontausta | Sozialdemokratische Partei Finnlands |
| Innenminister                                   | Aarre Simonen | Sozialdemokratische Partei Finnlands |
| Stellvertr. Innenminister                       | Jussi Raatikainen | Sozialdemokratische Partei Finnlands |
| Verteidigungsminister                           | Emil Skog | Sozialdemokratische Partei Finnlands |
| Finanzminister                                  | Onni Hiltunen | Sozialdemokratische Partei Finnlands |
| Stellvertr. Finanzminister                      | 30. Juli 1948 – 18. März 1949: Aleksi Aaltonen 19. August 1949 – 17. März 1950: Unto Varjonen                                                      | Sozialdemokratische Partei Finnlands |
| Bildungsminister                                | Reino Oittinen | Sozialdemokratische Partei Finnlands |
| Landwirtschaftsminister                         | Matti Lepistö | Sozialdemokratische Partei Finnlands |
| Stellvertr. Landwirtschaftsminister             | Jussi Raatikainen | Sozialdemokratische Partei Finnlands |
| Verkehrs- und Infrastrukturminister             | Onni Peltonen | Sozialdemokratische Partei Finnlands |
| Stellvertr. Verkehrs- und Infrastrukturminister | 29. Juli 1948 – 22. Juni 1949: Erkki Härmä 24. März 1949 – 17. März 1950: Aarre Simonen 29. Juli 1949 – 17. März 1950: Emil Huunonen               | Sozialdemokratische Partei Finnlands |
| Handels- und Industrieminister                  | Uuno Takki | Sozialdemokratische Partei Finnlands |
| Stellvertr. Handels- und Industrieminister      | Onni Toivonen | Sozialdemokratische Partei Finnlands |
| Sozialminister                                  | 29. Juli 1948 – 4. März 1949: Valdemar Liljeström 4. März 1949 – 18. März 1949: Tyyne Leivo-Larsson 18. März 1949 – 17. März 1950: Aleksi Aaltonen | Sozialdemokratische Partei Finnlands |
| Stellvertr. Sozialminister                      | 29. Juli 1948 – 17. März 1950: Tyyne Leivo-Larsson 30. Juli 1948 – 22. Juni 1949: Erkki Härmä 29. Juli 1949 – 17. März 1950: Emil Huunonen         | Sozialdemokratische Partei Finnlands |
| Volksversorgungsminister                        | Onni Toivonen | Sozialdemokratische Partei Finnlands |
| Stellvertr. Volksversorgungsminister            | 30. Juli 1948 – 22. Juni 1949: Erkki Härmä 29. Juli 1949 – 17. März 1950: Emil Huunonen                                                            | Sozialdemokratische Partei Finnlands |
| Minister ohne bestimmtes Ressort                | 29. Juli 1948 – 30. Juli 1948: Aleksi Aaltonen 29. Juli 1949 – 19. August 1949: Unto Varjonen                                                      | Sozialdemokratische Partei Finnlands |